# Еполетова акула крапчаста
Еполетова акула крапчаста (Hemiscyllium trispeculare) — акула з роду Еполетова акула родини азійські котячі акули. Інша назва «північноавтралійська еполетова акула».

## Опис
Загальна довжина досягає 79 см. Голова помірно широка, коротенька. Очі невеликі, округлі. Під очима є великі бризкальця. Під ніздрями присутні невеликі товсті вусики. У неї 5 пар зябрових щілин. Тулуб подовжений, гладке. Має 2 спинних та анальний плавці. Спинні мають однаковий розмір. Черевні плавці розмірами та зовнішнє схожі на грудні. Анальний плавець закінчується перед хвостовим плавцем. Хвіст довгий та тонкий. Хвостовий плавець вузький, нижня лопать не розвинена.
Забарвлення від темно-жовтого до бежевого з численними темними крапочками на тілі, голові та плавцях. Як й у всіх представників свого роду за грудними плавцями є великі плавці. На хвостовому плавці є великі бесформлені плями.

## Спосіб життя
Тримаються на мілині, на глибині від поверхні до 50 м. Пересувається за допомогою грудних та черевних плавців. Активна вночі, вдень ховається серед коралів. Живиться морськими черв'яками, креветками, личинками, молюсками, ракоподібними.
Це яйцекладна акула. Немає достатніх відомостей стосовно процесу парування та розмноження.

## Розповсюдження
Мешкає біля узбережжя на півночі та північному заході Австралії, у північних районах Великого Бар'єрного рифу.